# Laguna Cuatro Cayos
A  Laguna Cuatro Cayos é um lago localizado na Guatemala. Localiza-se no departamento de Izabal, Município de Livingston.